# Страх од лептира (представа)
Страх од лептира је позоришна представа у продукцији Мерлинка фестивала рађена по мотивима романа „Пољубац жене паука” Мануела Пуига и биографије Вјерана Миладиновића Мерлинке. Премијерно је изведена 16. септембра на сцени „Александар Поповић” Театра Вук по тексту Галине Максимовић. Главни мотив представе је слобода као једини смисао живота до које се долази љубављу и борбом са спољашњим светом и унутар нас самих.

## Радња
На самом почетку завеса открива публици сцену која симболизује затворски живот - ћелију у којој се налазе само два кревета и два мушкарца, Вјеран и Никола. Вјеран је први јавно декларисани трансвестит на просторима Југославије, а Никола политички затвореник свакодневно изложен тешким повредама од стране надлежних. Симблично и стварно затворени у четири затворска зида, два затвореника покушавају да гласним сањањем, причањем прича и препричавањем филмских заплета побегну макар у машти из сурове сиве стварности. У том процесу они се суочавају са самима собом и својим погледима на свет и доживљавају трансформације. Kао лептири, свако на свој начин, оживљавају потпуну метаморфозу, мењајући себе, покушавају да промене свет, тананим замахом својих крила и достигну слободу.

## Улоге
| Глумац           | Улога     |
| ---------------- | --------- |
| Душан Каличанин  | Вјеран    |
| Зоран Пајић      | Никола    |
| Светислав Гонцић | Инспектор |

## Екипа
- Режија: Исидора Гонцић
- Текст: Галина Максимовић
- Продуцент: Предраг Аздејковић
- Сценографија: Милан Миладиновић
- Kостим: Мина Миладиновић[8]